# Gonopore

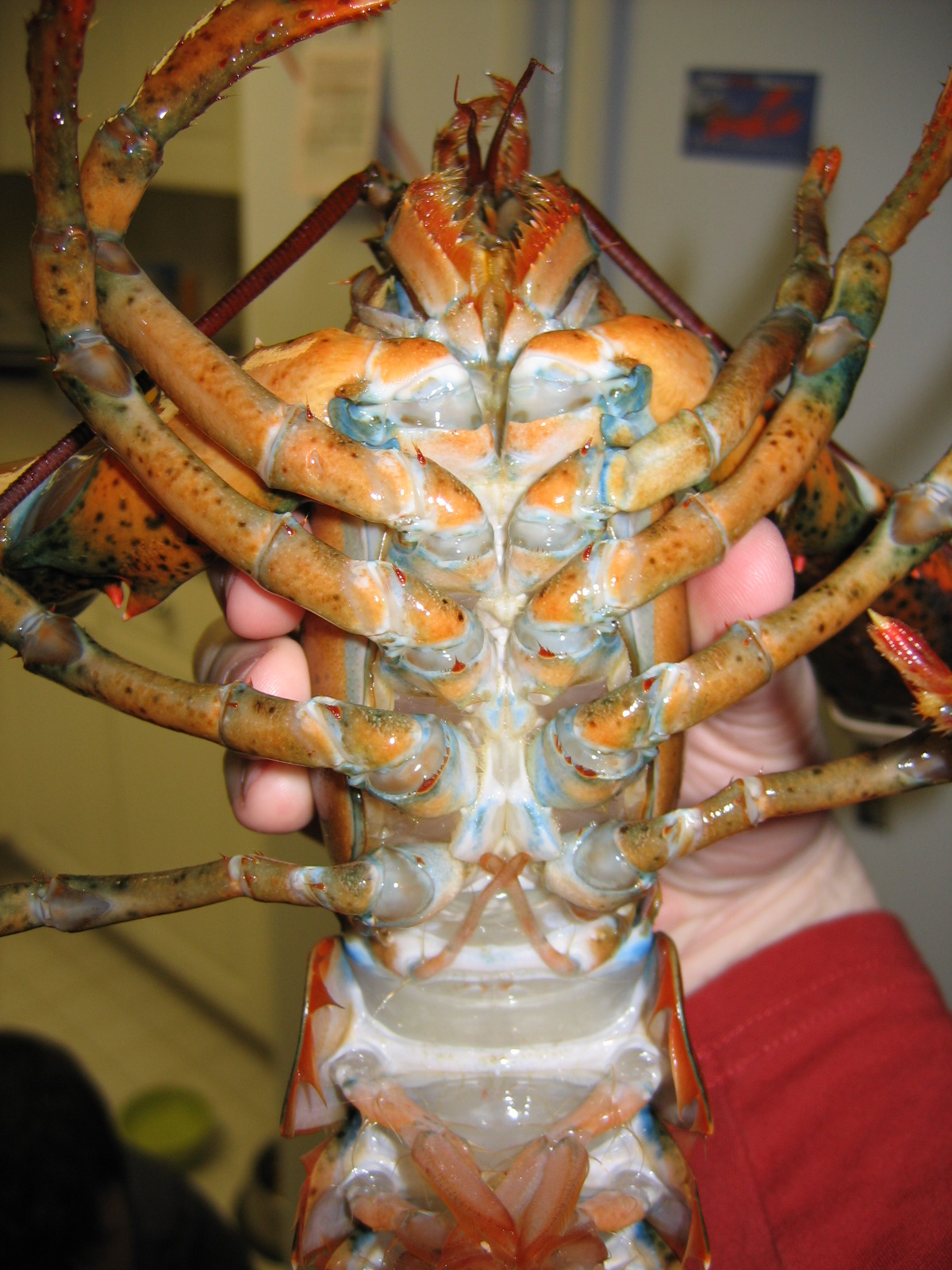
Face ventrale d'un Homard américain femelle. Les deux gonopores se trouvent à la base de la troisième paire de pattes, pointant vers l'arrière.

Le gonopore, parfois appelé gonadopore, est l’orifice génital de nombreux invertébrés, notamment des hexapodes.
Pour les insectes, c’est l’ouverture du conduit génital. Plus spécifiquement, chez la femelle non modifiée, c’est l’ouverture de l’oviducte et chez le mâle c’est l’ouverture du canal éjaculatoire.